# Межно (Ленинградская область)
Межно (фин. Mesina) — деревня в Гатчинском муниципальном округе Ленинградской области.

## История
Сельцо Межново упоминается среди населённых пунктов Никольского Грезневского погоста в переписи 1500 года.
Деревня Mesna обозначена на карте Ингерманландии А. И. Бергенгейма, составленной по материалам 1676 года.
Деревня Межно упоминается на карте Санкт-Петербургской губернии Я. Ф. Шмидта 1770 года.

МЕЖНО — деревня принадлежит Софии и Екатерине Черкасовым, баронессам, число жителей по ревизии: 189 м. п., 215 ж. п. (1838 год)

На картах Ф. Ф. Шуберта 1844 года и С. С. Куторги 1852 года обозначена как деревня Межно, состоящая из 75 дворов.
На этнографической карте Санкт-Петербургской губернии П. И. Кёппена 1849 года она обозначена как деревня «Mesina», расположенная в ареале расселения савакотов. В пояснительном тексте к этнографической карте она записана как деревня Mesina (Межна), финское население которой по состоянию на 1848 год составляли савакоты — 19 м. п., 14 ж. п., всего 33 человека, а также присутствовало русское население, количество которого не указано.

МЕЖНА — деревня баронессы Черкасовой, по просёлочной дороге, число дворов — 54, число душ — 215 м. п. (1856 год)

В середине 1850-х годов в деревне проживали старообрядцы беспоповцы федосеевского согласия — 8 человек (6 м. п., 2 ж. п.).

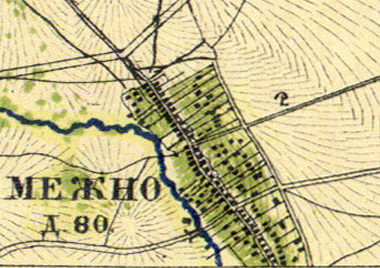
План деревни Межно. 1860 год

Согласно «Топографической карте частей Санкт-Петербургской и Выборгской губерний» в 1860 году деревня называлась Межно и состояла из 80 крестьянских дворов.

МЕЖНО — деревня владельческая при колодце и ручье, число дворов — 80, число жителей: 227 м. п., 234 ж. п. (1862 год)

В 1874 году временнообязанные крестьяне деревни выкупили свои земельные наделы у барона Б. А. Фредерикса и стали собственниками земли.
Сборник Центрального статистического комитета описывал её так:

МЕЖНА — деревня бывшая владельческая при реке Оредеж, дворов — 77, жителей — 389; часовня, 2 лавки. (1885 год).

Согласно материалам по статистике народного хозяйства Царскосельского уезда 1888 года, имение при селении Межно площадью 4 десятины принадлежало купцу И. Т. Фёдорову, оно было приобретено в 1880 году за 200 рублей.
В конце XIX — начале XX века деревня административно относилась к Рождественской волости 2-го стана Царскосельского уезда Санкт-Петербургской губернии. Население деревни было смешанным — финско-русским.
Согласно карте 1913 года Межно насчитывало 84 двора, в деревне была возведена часовня.
С 1917 по 1923 год деревня Межно входила в состав Меженского сельсовета Рождественской волости Детскосельского уезда.
С 1923 года в составе Гатчинского уезда.
Согласно данным переписи населения СССР 1926 года в деревне Межно Меженского сельсовета Рождественской волости Троцкого уезда проживали 562 человека, большинство русские, а также финны и эстонцы.
С 1927 года в составе Гатчинского района.
В 1928 году население деревни Межно также составляло 562 человека.

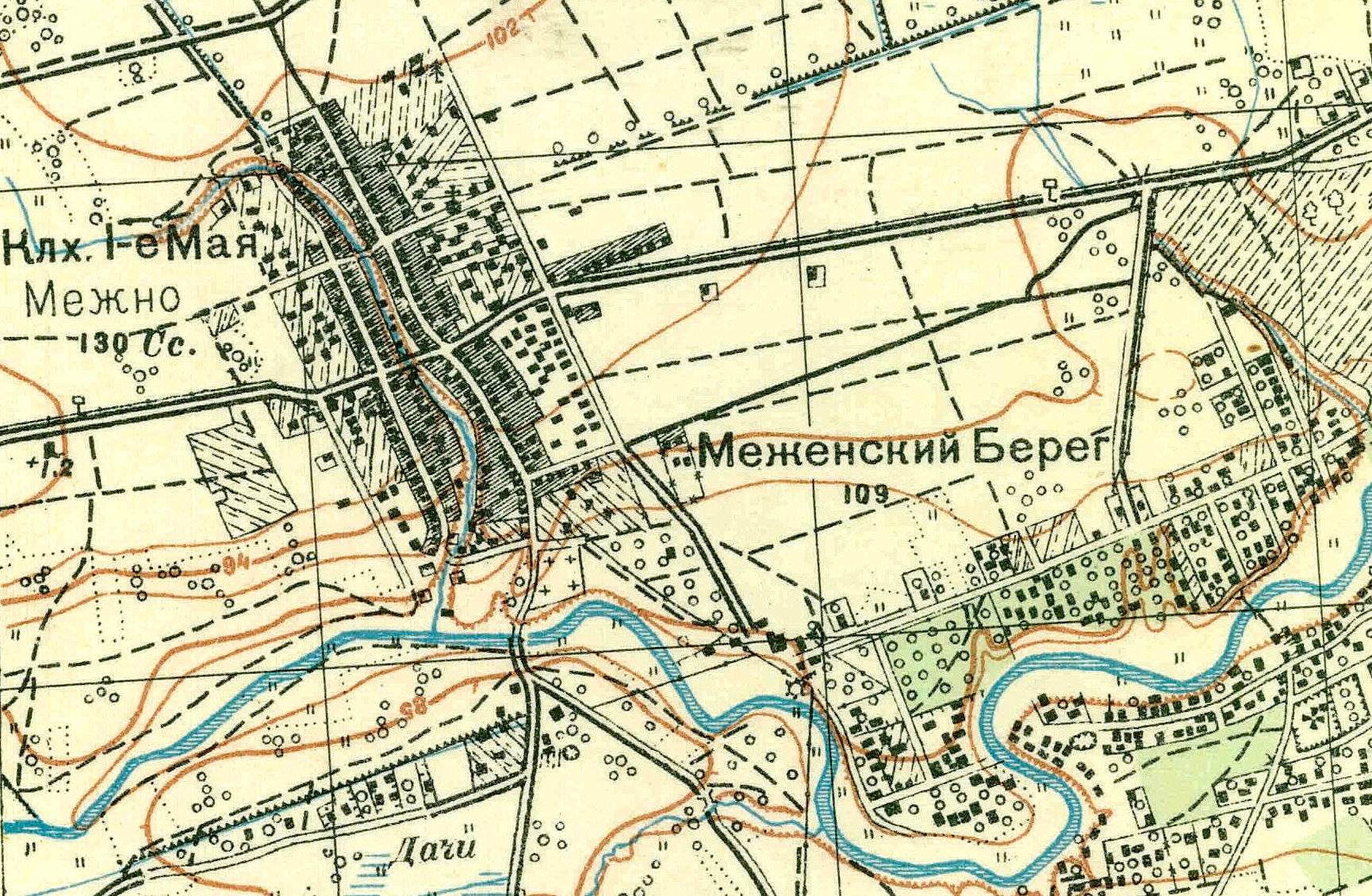
Деревня Межно на карте 1931 года

Согласно топографической карте РККА 1931 года деревня Межно насчитывала 130 дворов, в деревне располагался сельсовет, был организован колхоз «1-е мая», а в центре деревни находилась часовня.
По административным данным 1933 года в Меженский сельсовет Красногвардейского района входили 7 населённых пунктов: деревни Большево, Межно, Новое Поддубье, Старое Поддубье, Поддубье Харчевня, Рыбица и Строганов Мост общей численностью населения 1987 человек. Центром сельсовета была деревня Межно.
По данным 1936 года в состав Меженского сельсовета входили 9 населённых пунктов, 517 хозяйств и 6 колхозов.
С 1954 года в составе Рождественского сельсовета.
В 1958 году население деревни Межно составляло 434 человека.
По данным 1966, 1973 и 1990 годов деревня Межно также входила в состав Рождественского сельсовета Гатчинского района.
В 1977 году, в результате расширения аэродрома Сиверский, деревня Межно оказалась разделённой на две части, между которыми теперь проходит концевая полоса безопасности основной взлётно-посадочной полосы аэродрома.
В 1997 году в деревне проживали 127 человек, в 2002 году — 177 человек (русские — 90%), в 2007 году — 183, в 2010 году — 169.

## География
Деревня расположена в юго-западной части района на автодороге 41А-003 (Кемполово — Выра — Шапки).
Расстояние до административного центра поселения, села Рождествено — 6 км.
Расстояние до ближайшей железнодорожной станции Сиверская — 2 км.
Деревня находится на реке Оредеж (большей частью на левом берегу).

## Демография
| 1862 | 2007 | 2010 | 2011 | 2017 |
| ---- | ---- | ---- | ---- | ---- |
| 461  | ↘183 | ↘169 | ↘166 | ↘162 |

### Национальный состав
Согласно данным Всероссийской переписи населения 2021 года в деревне проживали 277 человек, из них:
 русские — 268, таджики — 3, узбеки — 1, другие национальности — 1 человек, остальные национальность не указали.

## Инфраструктура
На берегу Оредежа в Межно есть кладбище.

## Транспорт
От Сиверской до Межно можно доехать на автобусах № 500 и 502, а также маршрутных такси № 4-Т и 121-Т.

## Улицы
Заречная, Новая, Оредежская, Центральная, Школьная, Шоссейная.